# トム・デ・ムル
トム・デ・ムル（Tom De Mul、1986年3月4日 - ）は、ベルギー・カペレン出身の元サッカー選手、元ベルギー代表だった。現役時代のポジションは右サイドハーフ及び右ウイング。

## 経歴

### クラブ
アントウェルペン州カペレンに生まれたデ・ムルは、ジェルミナル・ベールスホットでキャリアを開始したが、1年前の同胞トーマス・フェルメーレンと同様に15歳でアヤックス・アムステルダムの下部組織であるアヤックス・アカデミーに入団し、2003年にトップチームとプロ契約を締結。2004年1月25日のNECナイメヘンとのリーグ戦でプロ初出場を果たした。その後は、マウロ・ロサレスの加入があり、エルウィン・クーマン監督が右サイドをロサレスとダニエル・デ・リッデル (en) に任せていたため、Bチーム行きとなったが、ダニー・ブリント監督が就任すると2005年1月に再度Aチームへ招集された。プロ2季目となる2005-06シーズンは、開幕から程なくして、ブリント監督からロサレスとスティーヴン・ピーナールの存在のために期限付き移籍先を模索していると告げられる 中、8月15日のFCトゥウェンテ戦で初得点を挙げ、17日に契約を2008年半ばまで延長した 上で23日に同1部のフィテッセへシーズン終了までの期限付き移籍が正式に決定した。
フィテッセでは、途中出場が主であり定位置確保とはいかなかったものの、マルティン・ファン・ヘール (en) テクニカル・ディレクターの満足いく成長を見せたために当初の契約どおりに2006-07シーズンにアヤックスへの復帰が決定。復帰後はリーグ戦出場28試合中23試合に先発出場したように顕著であった。その活躍にアヤックス側から契約延長が提示されたが、それを拒否 し、2007年7月9日に移籍金500万ユーロでスペイン1部のセビージャFCと5年契約を締結した。セビージャでは、加入1季目から下部組織出身のヘスス・ナバスの存在があり、ナバスが好調であったため に出場機会は限定されていながらも、2008年11月16日の敵地でのヘタフェCF戦では、試合残り5分で投入されて初得点を挙げている。しかし、その後は依然として状況が好転しなかったことで出場機会を得るため、2009年1月15日にベルギー1部KRCヘンクへ2008-09シーズン終了までの期限付き移籍が決定した。
ヘンクでは定位置を確保していたが、2009年5月3日のKVコルトレイク戦で筋肉を断裂したことで同試合がヘンクでの最後の試合となり、23日のカップ戦決勝を待たずしてセビージャへの復帰が決定。その後、負傷の影響から出番が訪れず、2010年7月30日にベルギー1部のスタンダール・リエージュへの買い取りオプション付きで期限付き移籍した ものの、ここでも定期的なハムストリングの問題に悩まされ手術を受ける 等、重傷の影響から出場はなかった。セビージャ復帰後は、コルトレイク戦での負傷から約2年5ヶ月が経った2011年10月2日のアトレティコ・マドリード戦で待望のベンチ入りを果たし、以後数試合でベンチ入りするも出番はなく、2011-12シーズン終了時の契約満了に伴って退団が決定した。
自由契約の身となった後は、約2年近く受け入れ先を探した末、2014年5月22日に現役引退を表明した。

### 代表歴
2004年10月1日にスペインとの2006 FIFAワールドカップ・ヨーロッパ予選へ向け、エメ・アンテュニス (en) 監督によって初招集される も出番はなく、2度目の招集までに時間がかかった。2007年6月2日のポルトガルとのUEFA EURO 2008予選でフランソワ・ステルシェルに代わって後半からベルギー代表初出場を記録 し、続く6日のフィンランド戦では先発出場している。
2014年5月22日に現役引退を表明した際、自身が中心となり4位入りに貢献した2008年の北京オリンピックで共に戦ったメンバーの多くが2014 FIFAワールドカップに参加することに思いを馳せ、エールを送った。

## 成績
| シーズン | クラブ                     | リーグ                   | 出場 | ゴール数 |
| -------- | -------------------------- | ------------------------ | ---- | -------- |
| 2003-04  | アヤックス・アムステルダム | エールディヴィジ         | 2    | 0        |
| 2004-05  | アヤックス・アムステルダム | エールディヴィジ         | 6    | 1        |
| 2005-06  | フィテッセ                 | エールディヴィジ         | 27   | 2        |
| 2006-07  | アヤックス・アムステルダム | エールディヴィジ         | 28   | 4        |
| 2007-08  | セビージャFC               | リーガ・エスパニョーラ   | 3    | 0        |
| 2008-09  | セビージャFC               | リーガ・エスパニョーラ   | 6    | 1        |
| 2009     | KRCヘンク                  | ジュピラー・プロ・リーグ | 12   | 4        |
| 2010-11  | スタンダール・リエージュ   | ジュピラー・プロ・リーグ | 0    | 0        |
| 総計     | 総計                       | 総計                     | 84   | 12       |

## タイトル

### クラブ
アヤックス・アムステルダム
- エールディヴィジ : 2003-04
- KNVBカップ : 2006-07
- ヨハン・クライフ・スハール : 2006

セビージャFC
- スーペルコパ・デ・エスパーニャ : 2007

KRCヘンク
- ベルギーカップ : 2008-09